# Captinyós

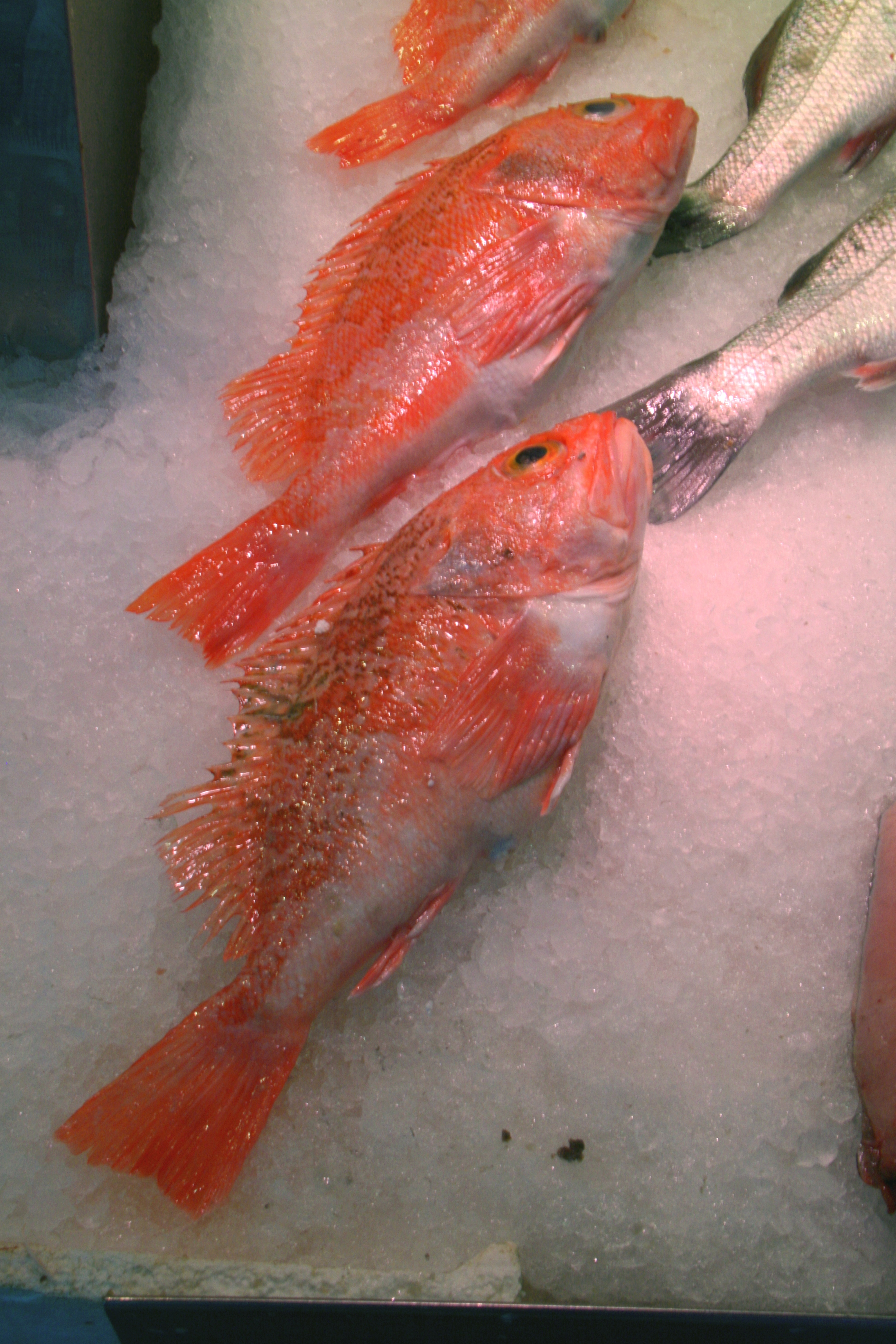
Captinyosos en una peixateria

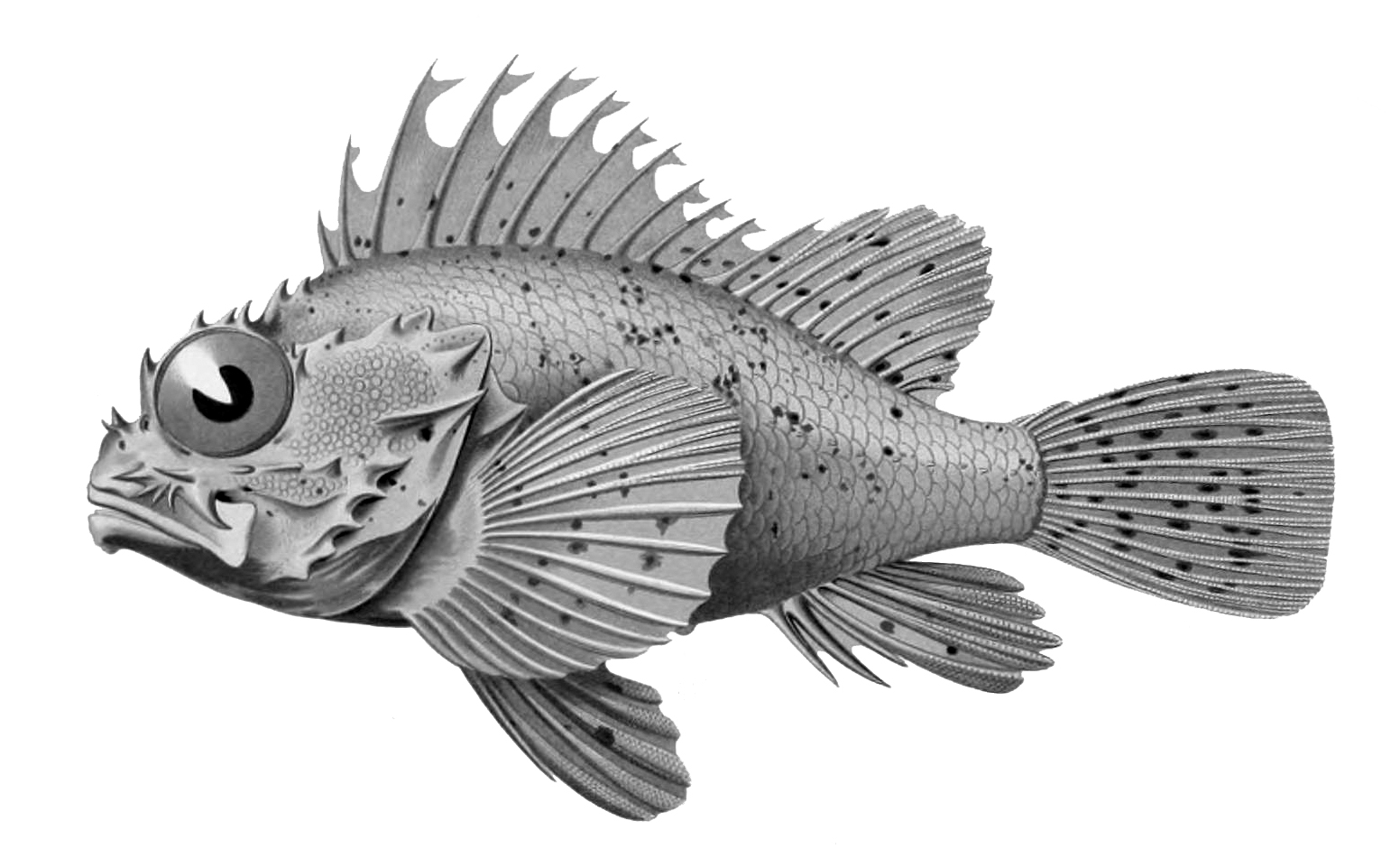
Il·lustració de l'any 1896

El captinyós, escorpinyot, escórpora, escórpora de cap tinyós, escórpora de fang, escórpora de roquer, ullot o rasclot (Scorpaena notata) és una espècie de peix pertanyent a la família dels escorpènids.

## Descripció
- Fa fins a 24 cm de llargada màxima (normalment, 12) i 0,5 kg de pes.
- La coloració del cos varia des de grisenca a vermella, amb taques o bandes grogues o castanyes. Una taca negra a la part posterior de l'aleta dorsal és distintiva d'aquesta espècie.
- Nombre de vèrtebres: 24.
- Cap gros.
- Ulls molt grossos, gairebé circulars.
- La pell és parcialment escatosa.
- La mandíbula inferior no presenta làmines dèrmiques.
- Hi ha tres fiblons sobre els ossos infraorbitaris.
- No presenta dimorfisme sexual.
- Els radis dorsals contenen verí.[4][5][6][7][8]

## Alimentació
Es nodreix principalment de crustacis i peixets bentònics (sobretot, blènnids i gòbids).

## Hàbitat
És un peix marí, de clima subtropical (45°N-12°N, 32°W-42°E) i típicament bentònic, el qual habita quasi tota mena de fons entre 10-700 m de fondària.

## Distribució geogràfica
Es troba a l'oceà Atlàntic oriental (entre la Mar Cantàbrica i el Senegal, incloent-hi Madeira, les illes Açores i les illes Canàries), la mar Mediterrània (rar al nord de la mar Adriàtica) i la mar Negra (la subespècie Scorpaena notata afimbria).

## Ús comercial
La seua carn és saborosa i és emprada en l'elaboració de la bullabessa.

## Observacions
S'adapta bé a viure en captivitat, tot i que és verinós per als humans.